# 三叠纪
| 三叠纪 251.902–201.3百万年前 PreЄ Є O S D C P T J K Pg N |                                |
| 晚三叠世：2.2亿年前的地球                                |                                |
| 全時期平均大氣O 2含量                                    | 约16 Vol % （为現代的80% ）    |
| 全時期平均大氣CO 2含量                                   | 约1750 ppm （为前工業時期6倍） |
| 全時期平均地表溫度                                       | 约17℃ （高於現代3℃）           |

三叠纪（符号T）是显生宙中生代的一个纪，是中生代的第一个地质时代，位于二叠纪和侏罗纪之间，始于2.51亿年前的二叠纪—三叠纪灭绝事件，终于2.01亿年前的三叠纪—侏罗纪灭绝事件。虽然这段时间的岩石标志非常明显和清晰，其开始和结束的准确时间却如同其它古远的地质时代无法非常精确地被确定，其误差在正负数百万年。
三叠纪是四足动物演化历史上的分水岭时期，在这期间曾在古生代后期繁盛一时的离片椎类两栖动物彻底衰落被边缘化；合弓纲的兽齿类虽然作为劫后余生的先锋物种在三叠纪早期也曾繁盛一时，但经过一系列小规模灭绝事件后衰败，仅存犬齿兽一支独苗演化出了哺乳形类；蜥形纲的主龙类因其基于尿酸的泌尿系统更适应三叠纪日益干旱的气候，趁机迅速辐射崛起并演替抢占了陆地生态系统的上层生态位，使得蜥形纲首次压倒合弓纲成为优势物种；同时一些非主龙类爬行动物演化成为海洋爬行动物，作为首批重返水域生态系统的羊膜动物变成了海洋食物链中上层的掠食者，并掀起了对软体动物演化影响深刻的中生代海洋革命。在晚三叠世早期的卡尼期洪积事件后，鸟颈类主龙崛起，开启了恐龙和翼龙统治陆地长达1.4亿年的时代。

## 詞源
三叠纪的名称是1834年弗里德里希·冯·阿尔伯提提出，他将在中欧普遍存在的位于白色的石灰岩和黑色的页岩以及其间的三层红色岩层统称为“三叠”。今天，三叠纪被分成更多亚层。标志三叠纪的典型的红色沙岩说明当时的气候比较温暖干燥，没有任何冰川的迹象，今天一般认为当时在两极没有陆地或覆冰。因为当时地球上只有一个大陆，因此当时的海岸线比今天要短得多。三叠纪时遗留下来的近海沉积比较少，只有在西欧比较丰富，因此三叠纪的分层主要是依靠暗礁地带的生物化石来分的。

## 分期
三叠纪一般被分成早、中、晚三个世。国际地层委员会2018年8月版国际地层年代表将三叠纪划分如下：
| 三叠纪 (Triassic) | 晚三叠世 (Late Triassic)   | 瑞替期                     | 距今约208.5百万年至距今201.3±0.2百万年   |
| 三叠纪 (Triassic) | 晚三叠世 (Late Triassic)   | 诺利期 (Norian Age)        | 距今约227百万年至距今约208.5百万年       |
| 三叠纪 (Triassic) | 晚三叠世 (Late Triassic)   | 卡尼期 (Carnian Age)       | 距今约237百万年至距今约227百万年         |
| 三叠纪 (Triassic) | 中三叠世 (Middle Triassic) | 拉丁期 (Ladinian Age)      | 距今约242百万年至距今约237百万年         |
| 三叠纪 (Triassic) | 中三叠世 (Middle Triassic) | 安尼期 (Anisian Age)       | 距今247.2百万年至距今约242百万年         |
| 三叠纪 (Triassic) | 早三叠世 (Early Triassic)  | 奥伦尼克期 (Olenekian Age) | 距今251.2百万年至距今247.2百万年         |
| 三叠纪 (Triassic) | 早三叠世 (Early Triassic)  | 印度期 (Induan Age)        | 距今251.902±0.024百万年至距今251.2百万年 |

## 古地理學

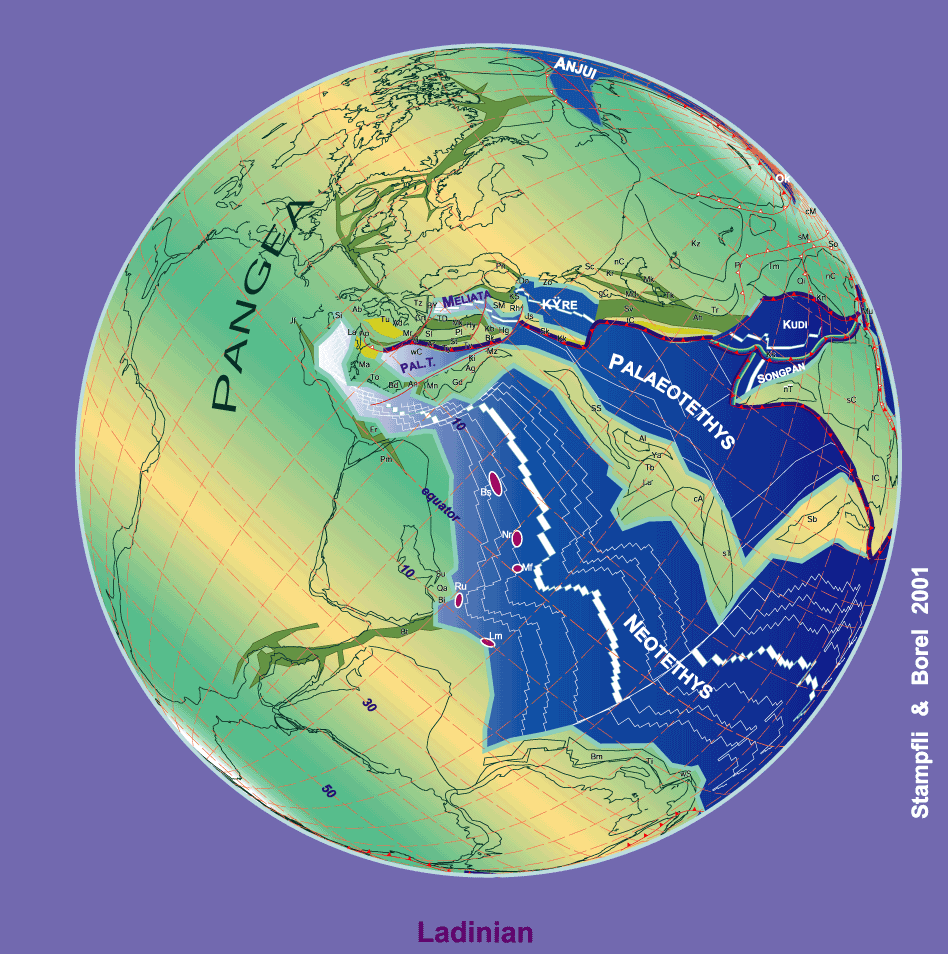
拉丁期特提斯地區的樣貌

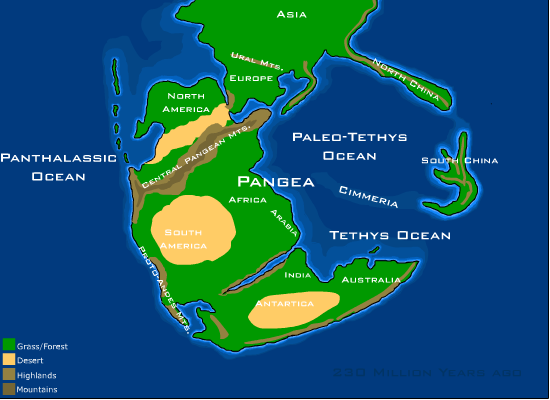
230百萬年大陸重建

## 氣候
三叠纪时的气候普遍炎热干燥，这形成了现在可以看到的当时留下来的典型的红色沙石。当时季节分明，有强烈的雨季。在两极比较潮湿温和。

## 生物
三叠纪生物可以被分为三类：
1. 从二叠纪幸存遗留下来的生物。

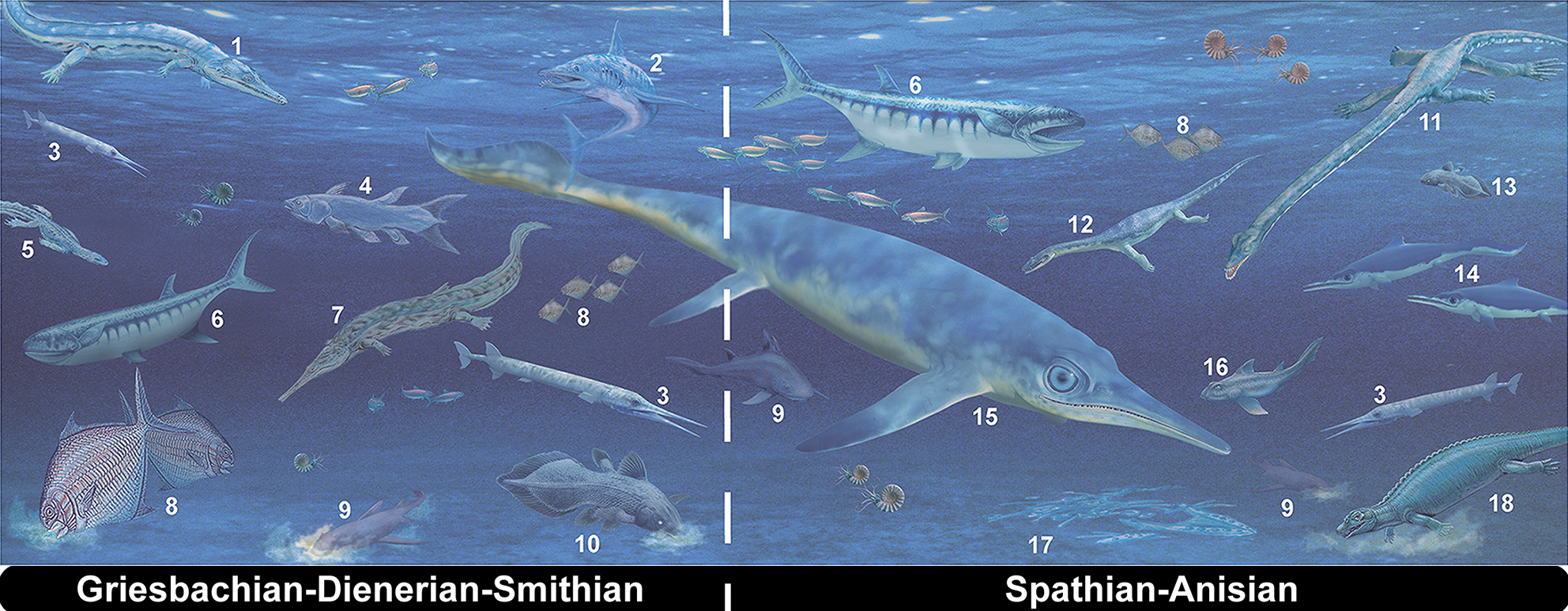
早三疊世的海洋动物

2. 在三叠纪兴盛，后来又因三叠纪末期灭绝事件而消失的生物。
3. 在之后的侏罗纪和白垩纪位于支配地位的生物。

### 海洋
在海洋中新的珊瑚（例如：石珊瑚目）种类诞生，它们组成比较小的珊瑚群。头足纲中的鹦鹉螺亚纲唯一幸存的一支恢复起来，形成新的种类（例如：鹦鹉螺科）。一开始的鱼类种类比较少，说明只有少数种类於不久前的那次灾难中幸存。海生爬行动物出现并繁盛。

### 陆地
在大陆上繁盛的植物有苏铁、水韭、针叶树和二叉羊齿。在北半球，针叶树比较繁茂；在南半球，二叉羊齿是主要树木。
在三叠纪兴盛的陆地动物群包括：
- 喙头龙目：一类双孔类爬行动物，具有矮胖结实的身体与特别的喙状嘴，具植食性。
- 植龙目：一类大型半水生掠食动物，具有长口鼻部与厚重鳞甲，在体型、外表、以及生活方式等方面与现代鳄鱼类似。
- 坚蜥目：一类植食性伪鳄类演化支，身上有重骨板，体型由中到大，化石分布于三疊紀晚期地层。
- 劳氏鳄类：一类所知有限的伪鳄类集合群的非正式总称，是三叠纪时期的陆地顶级掠食者

在二叠纪-三叠纪灭绝事件中幸存下来的生物开始繁衍生息。在三叠纪时期，主龙形下纲，尤其是主龙类逐渐取代了先前在二叠纪占主导地位的合弓纲。
伪鳄类的全盛期是晚三叠世，在这时代它们分为直立四肢的劳氏鳄科、植食性带有装甲的坚蜥目、大型狩猎动物波波龙科、小型敏捷的喙头鳄亚目、还有其他一些小类群。
鸟颈类主龙是另一个重要的主龙演化支，在三叠纪时期分化为翼龙目和恐龙总目。然而恐龙在三疊紀并没有占据陆地生态系统的优势，占据陆地生态系统的动物是非鸟颈类主龙和属于合弓纲的二齿兽类。

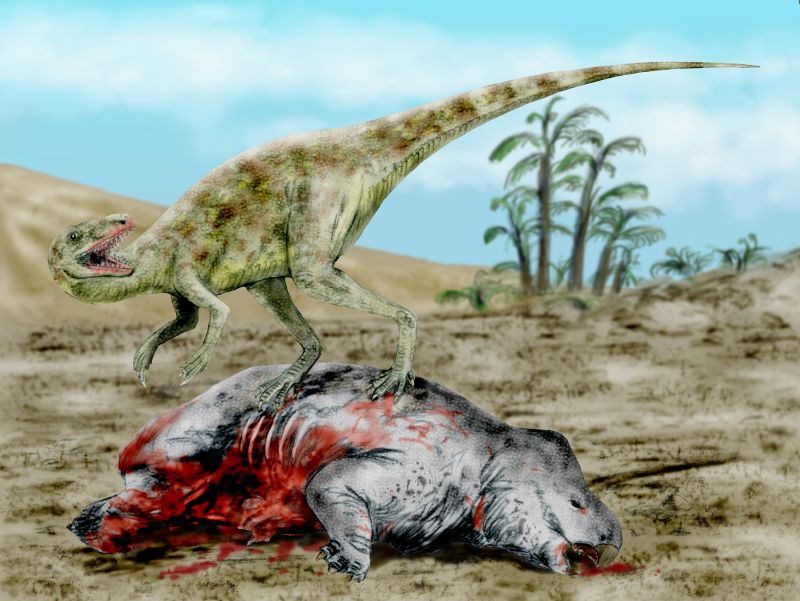
南十字龙以二齿兽类为食
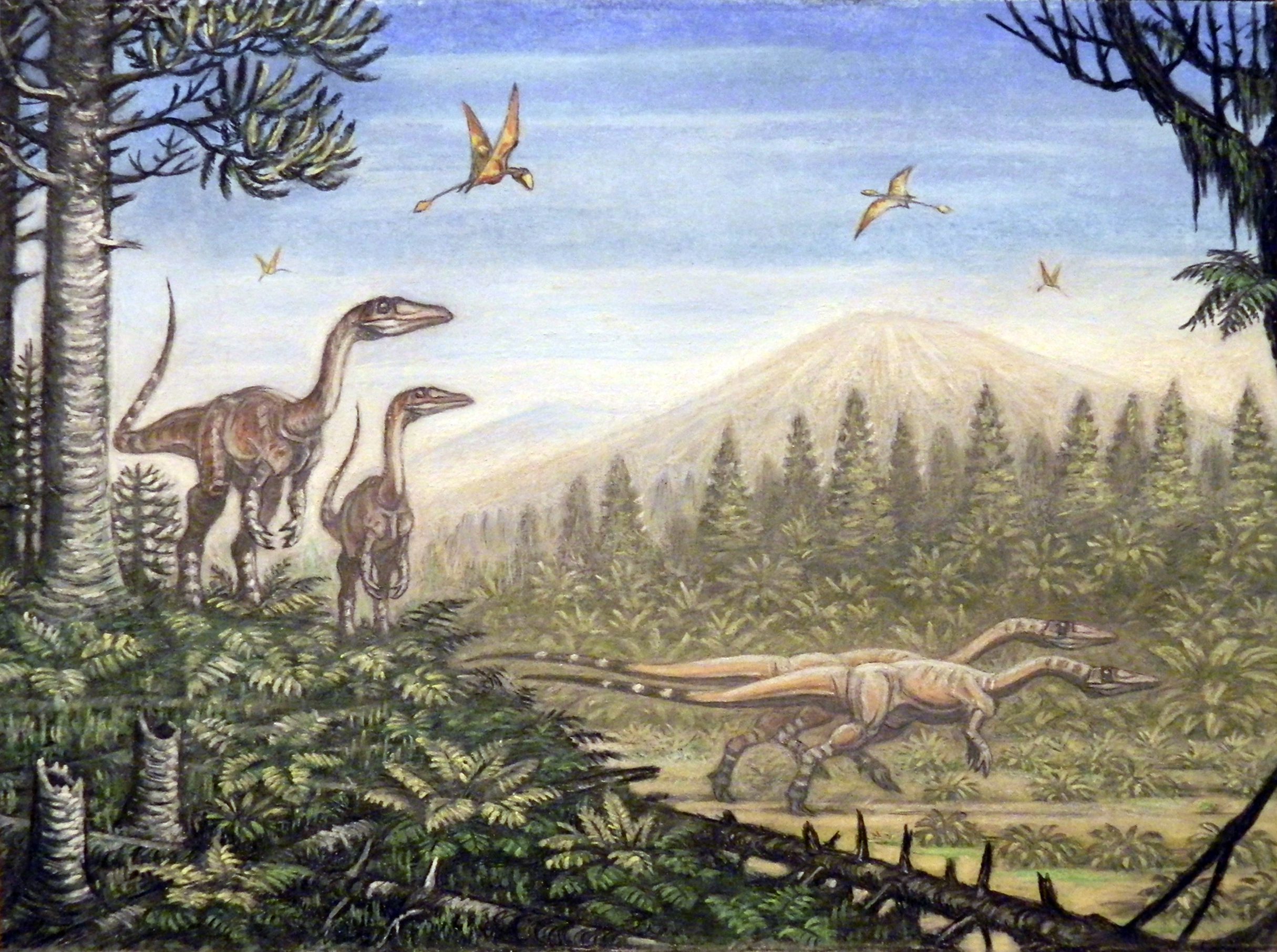
腔骨龙和蓓天翼龙在晚三叠世生活的复原图
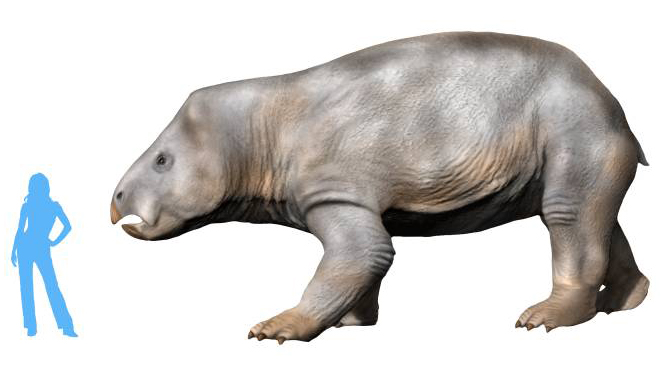
利索维斯兽属，三叠纪体型最大的陆栖动物之一，演化出了独特的四肢直立姿势，属于史達勒克獸科，生存於三疊紀瑞替期的波蘭
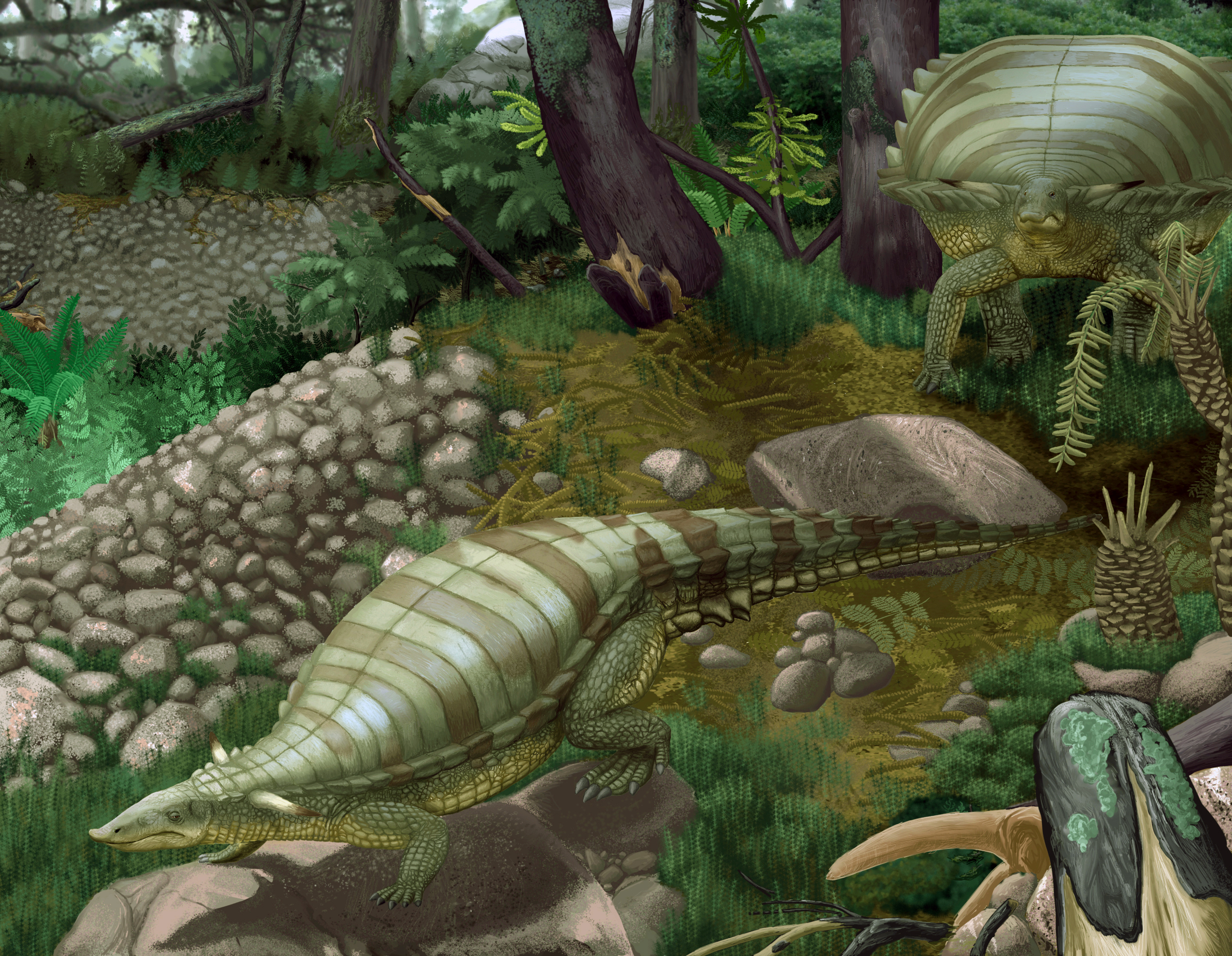
正体龙属是坚蜥目的一属，生存于三叠纪晚期的北美洲
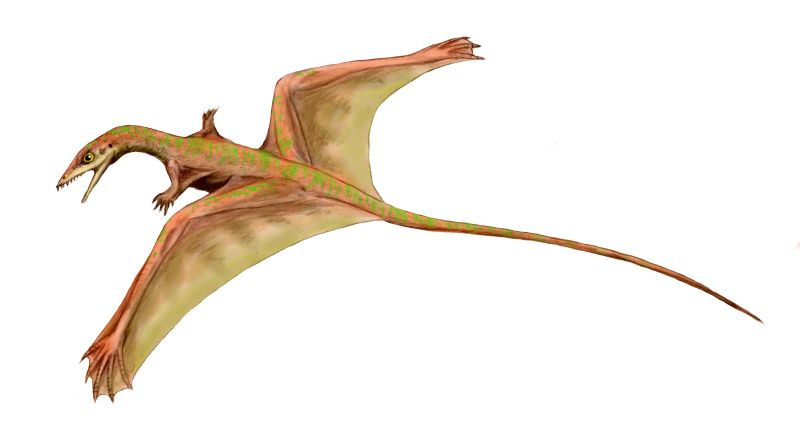
以鸭式布局滑翔的沙洛維龍屬
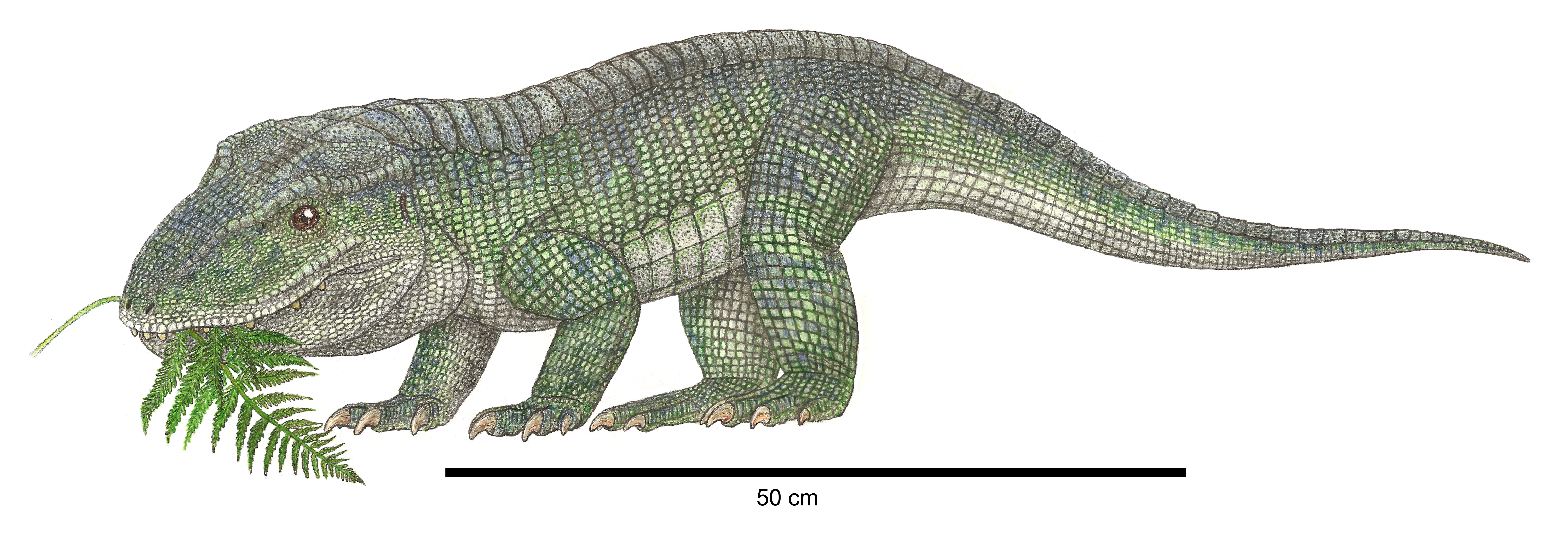
雷留图龙属是伪鳄类基群的一属，具植食性
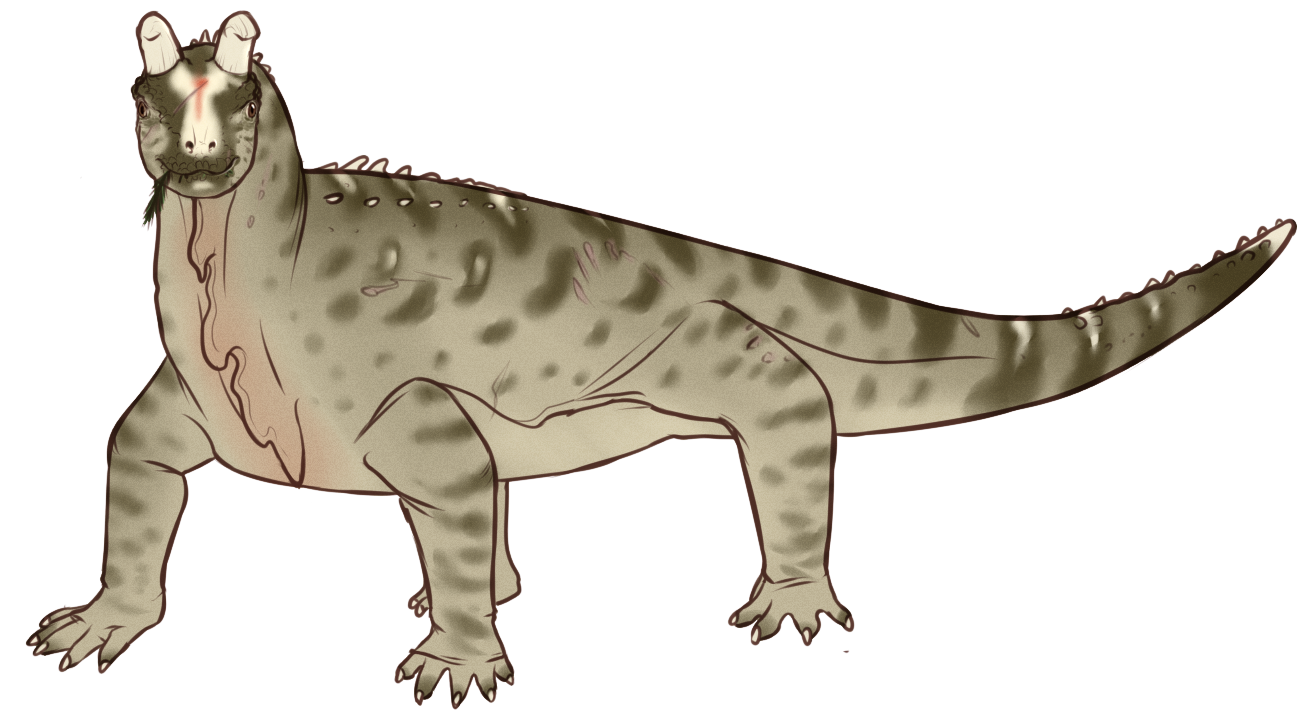
犄龙属（英语：Shringasaurus）生存于三叠纪安尼期的印度
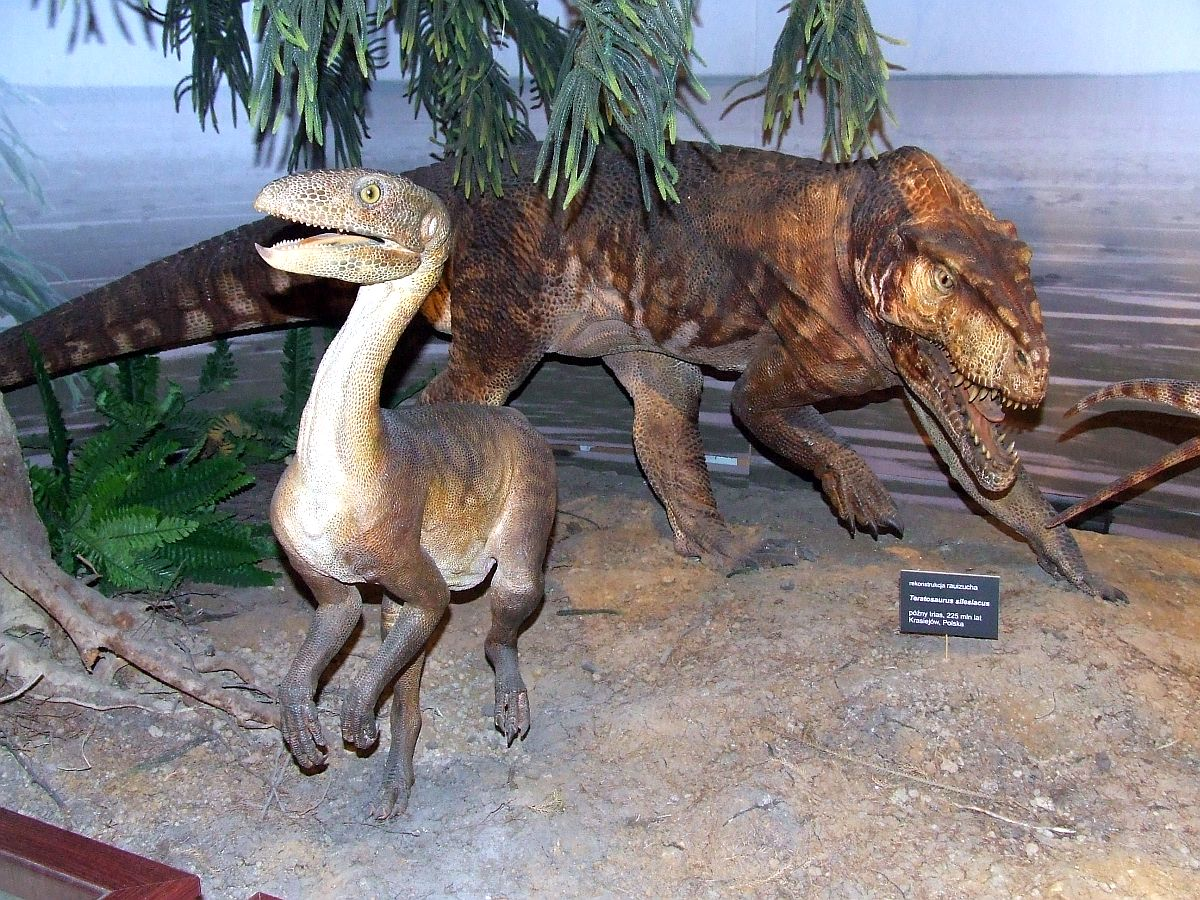
鸟跖类主龙的西里龍、伪鳄类主龙的波羅尼鱷，化石都發現於波蘭

## 地理
所有大陆都构成了一块巨大的大陆：盘古大陆。在三叠纪期间，内陆水体的面积大大减少，除了海岸和河谷之外的大部分内陆地区具有沙漠景观。盘古大陆从晚三叠世开始逐渐分裂。
.

古地理复原
晚三叠世：2.2亿年前

## 末期灭绝事件
三叠纪以一次灭绝事件结束，尤其对海洋生物来说它的摧毁很惨重：牙形石灭绝，除鱼龙和蛇颈龙外所有的海生爬行动物消失。腕足动物、腹足动物和贝壳等无脊椎动物受到巨大冲击。在海洋中，22%的属，大约一半的种消失。
这次灭绝事件并非在所有地方的摧残程度都一样。在有些地方幾乎没有任何影响。在其它一些地方的大多数合弓类动物都消失了。许多早期的恐龙也均灭绝，而那些进步一些的恐龙却幸存下来。许多主龙形下纲也都灭绝了。幸存的植物包括针叶类和苏铁等。
这次灭绝事件的原因还不清楚。在2.02至1.91亿年前（利用氩40/氩39定年法推定），盘古大陆开始分裂，导致了强烈的火山运动，这是地球大陆形成后最强烈的火山运动了。其它可能的原因有全球性的气候冷却或陨星。加拿大魁北克的一处陨石坑曾一度被认作是这次灭绝事件的起因，但后来的调查认为这个陨石坑是在2.14±0.01亿年前形成的，随后更精确的修正为2.0158±0.0028亿年（两者皆以锆石中铀衰变成铅的比例来定年），比三叠纪的结束早了1000±200万年，因此不太可能是这次灭绝事件的直接原因。甚至连灭绝的确切时间也不十分确定。一些研究认为实际上当时有两次灭绝事件，其相隔时间是1200至1700万年。
这次灭绝事件为恐龙的发展提供了巨大的机会。恐龙在此后的1.4亿年中成為了地球上最主要、种类最多和数量最大的陆地动物群。